# 장석효
장석효(1956년 10월 27일~)는 대한민국의 기업인이다. 제14대 한국가스공사 사장을 역임했다.